# 米夏埃尔·勒施
米夏埃尔·勒施（德語：Michael Rösch，1983年4月5日—），德国、比利时男子冬季两项运动员。他曾代表德国和比利时参加2006年和2018年冬季奥林匹克运动会冬季两项比赛，获得一枚金牌。